# Pierre Langlois (Boxer)
Pierre Langlois (* 31. März 1925 in Pont-Audemer, Eure; † 31. März 1972) war ein französischer Boxer.

## Werdegang
Pierre Langlois wurde nach kurzer Amateurzeit 1947 Profiboxer. Er war Linksausleger, der über ein hervorragendes technisches Rüstzeug verfügte. Während seiner ganzen Profizeit war er kein ausgesprochener Puncher. Er gewann deshalb die meisten seiner siegreichen Kämpfe nach Punkten. Er begann im Weltergewicht und wuchs im Laufe seiner Karriere in das Mittelgewicht hinein. Gemanagt wurde er von Roland Frilay und später von Jean Bretonnel.
Seinen ersten Kampf als Berufsboxer bestritt er am 9. September 1947 in Pont-Audemer und siegte dabei über Louis Gaudin nach Punkten. In den ersten beiden Jahren seiner Karriere erzielte er unterschiedliche Ergebnisse. Das erste bemerkenswerte Resultat, das ihm gelang, war ein Unentschieden am 5. Mai 1948 in Evreux gegen den französischen Ex-Meister im Leichtgewicht Louis Thierry. Seine erste Niederlage musste er am 9. Dezember 1948 in Evreux hinnehmen, als er gegen Pierre Le Mentec nach Punkten unterlag.
1949 ging Pierre Langlois für acht Kämpfe nach Australien und kämpfte dort in Sydney, Melbourne und Brisbane. Nach seiner Rückkehr nach Frankreich Ende des Jahres 1949 gelangen ihm zehn siegreiche Kämpfe in Folge. Am 24. April 1950 erhielt er die Chance, gegen Charles Humez um den französischen Meistertitel im Weltergewicht zu kämpfen. Punktsieger in diesem auch 15 Runden angesetzten Kammpf wurde Charles Humez.
Danach gelangen Pierre Langlois eine Reihe von Siegen über starke Gegner. Am 6. August 1950 besiegte er in Pont-Audemer seinen französischen Landsmann Gilbert Stock nach 10 Runden nach Punkten. Am 4. November schlug er in Brüssel im Mittelgewicht den belgischen Meister Emile Delmine nach Punkten und am 30. Juni 1951 schlug er in Marseille in der Endausscheidung für einen Titelkampf um die französische Meisterschaft im Weltergewicht Gilbert Lavoine nach Punkten. Diesen Titel gewann Pierre Langlois dann am 19. Januar 1952 in Paris mit einem K.-o.-Sieg in der 7. Runde über Guy Toupé.
In der französischen Rangliste der Berufsboxer stand Pierre Langlois Ende 1952 im Mittelgewicht hinter Charles Humez, Mickey Laurant, Claude Milazzo und Jacques Royer-Crézy auf Rang 5 (s. Box Sport Nr. 51/1952, Seite 12).
Danach boxte Pierre Langlois häufig in den Vereinigten Staaten. Am 10. März 1953 besiegte er im Rhode Island Auditorium im Weltergewicht Phil Burton nach Punkten. Am 1. Mai 1952 musste er in Montreal gegen Johnny Bratton eine Techn. K.-o.-Niederlage in der 4. Runde hinnehmen. Bratton war zu diesem Zeitpunkt Weltranglisten-Erster im Weltergewicht. Nach diesem Kampf boxte er nur mehr im Mittelgewicht. In dieser Gewichtsklasse verlor er am 23. Juni 1952 in Brooklyn gegen Joey Giardello nach Punkten. Am 6. März 1953 feierte er in New York einen Punktsieg über Rocky Castellani. Danach folgten in kurzen Zeitabständen drei weitere Punktsiege über starke Gegner: am 18. März 1953 in Dallas über Bobby Dykes, am 30. März 1953 in Brooklyn über Jimmy Beau und am 15. April 1953 in Miami Joe Miceli.
Am 17. Juni 1953 unterlag Pierre Langlois in der Revanche gegen Rocky Castellani nach Punkten. Am 19. Dezember 1953 erkämpfte er in Syracuse ein wertvolles Unentschieden gegen Carmen Basilio, der Weltranglisten-Erster im Weltergewicht und damit Herausforderer von Weltmeister Kid Gavilán war, verlor aber am 26. Januar 1954 in Philadelphia gegen Gil Turner nach Punkten. Am 21. Mai 1954 gelang ihm im Madison Square Garden in New York ein Punktsieg über Joey Giardello. Vor dem Kampf gegen Giardello rangierte Pierre Langlois in der Weltrangliste des US-amerikanischen Boxsport-Fachblattes "The Ring" hinter Rocky Castellani, Holly Mims, Joey Giardello, Tiberio Mitri, Italien und Bobby Dawson auf Rang 6. Weltmeister war Carl "Bobo Olson (s. Box Sport Nr. 24/1854, Seite 8). Mit dem Sieg über Giardello brachte sich Pierre Langlois in eine Herausfordererrolle gegen Weltmeister Olson.
Am 15. Dezember 1954 boxte Pierre Langlois in Daly City dann tatsächlich gegen Carl Olson um den Weltmeistertitel im Mittelgewicht. 10 Runden lang wehrte er sich gegen den hoch favorisierten Carl "Bobo" Olson tapfer, konnte aber einen klaren Punktrückstand nicht verhindern. In der 11. Runde musste er schließlich nach einer klaffenden Augenbrauenverletzung über dem linken Auge aus dem Kampf genommen werden. Olson blieb damit Weltmeister.
Nach Frankreich zurückgekehrt unterlag Pierre Langlois am 28. Februar 1955 in Paris gegen Charles Humez durch Techn. K.O. in der 5. Runde. Ursache dafür war wieder eine Augenbrauenverletzung. Am 26. September 1955 bestritt er in Paris seinen letzten Kampf, in dem er den Italiener Gino Rossi nach Punkten besiegte.
Pierre Langlois ist bereits im Alter von 47 Jahren verstorben.